# Klarvattentjärnen (Jokkmokks socken, Lappland, 737111-173749)
Klarvattentjärnen är en sjö i Jokkmokks kommun i Lappland och ingår i Luleälvens huvudavrinningsområde.